# Cattleya perrinii
La Cattleya perrinii es una especie de orquídea epifita que pertenece al género de las Cattleya.  

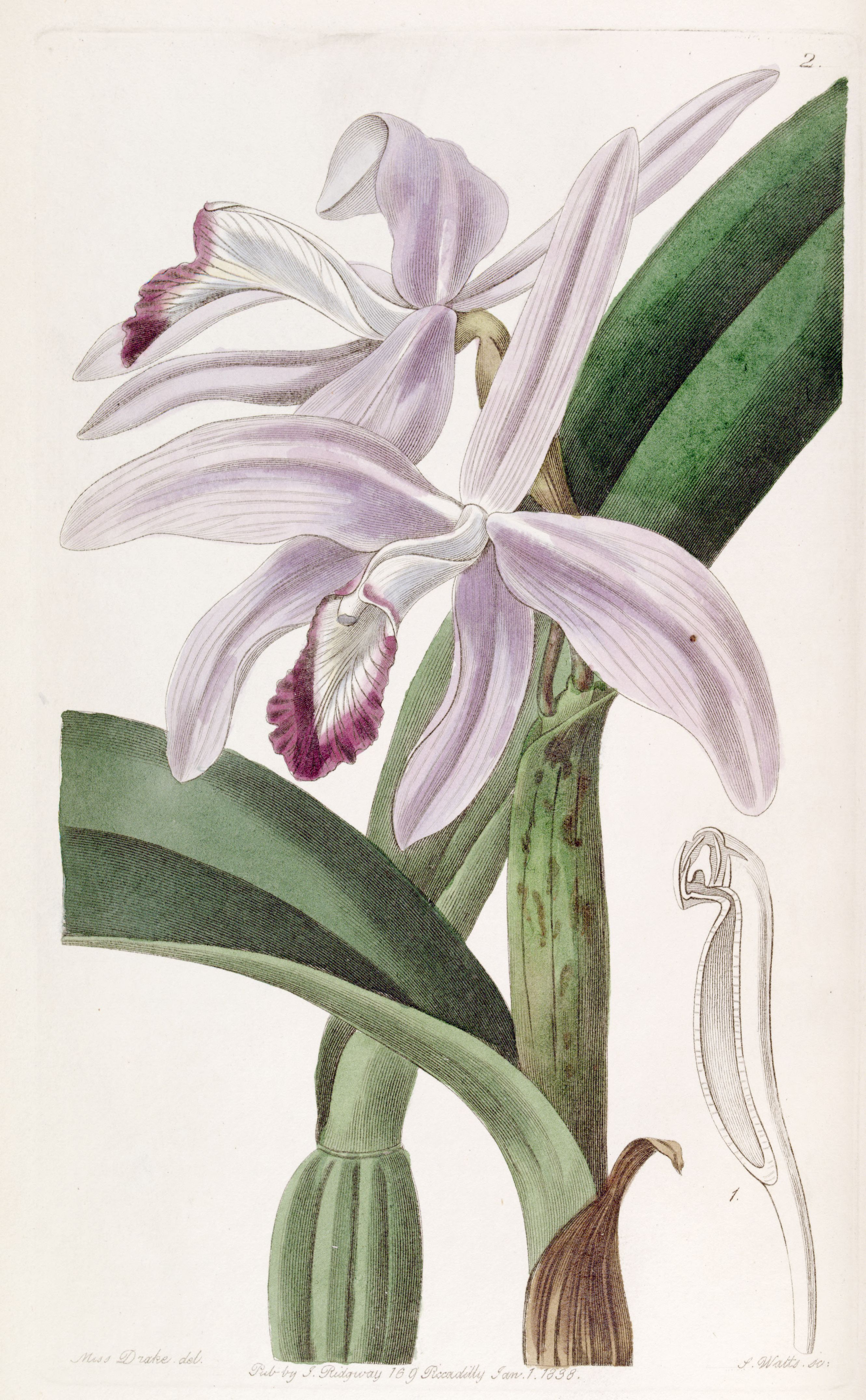
Ilustración

## Descripción
Es una orquídea de tamaño mediano, con hábitos de epifita  y con  pseudobulbos  con forma ovoide-elipsoide  que están envueltos por vainas basales escariosas y llevan una sola hoja, apical, ligulada, coriácea, redondeada en el ápice. Florece a finales del verano hasta el invierno con 2 a 6 flores de larga duración en una inflorescencia de 25 cm de largo, en forma racimo cubierto por una vaina grande comprimida.

## Distribución
Es originaria del Brasil y se encuentra a una altura de 700 a 900 metros. 

## Taxonomía
Cattleya perrinii fue descrita por John Lindley y publicado en Edwards's Bot. Reg. 24: t. 2 1838.
Etimología
Cattleya: nombre genérico otorgado en honor de William Cattley orquideólogo aficionado inglés,
perrinii: epíteto otorgado en honor de Perrin (entusiasta inglés de las orquídeas en los años 1800).
Sinonimia
- Amalia perrinii (Lindl.) Heynh.
- Bletia perrinii (Lindl.) Rchb.f.
- Brasilaelia perrinii (Lindl.) Campacci
- Chironiella perrinii (Lindl.) Braem
- Hadrolaelia perrinii (Lindl.) Chiron & V.P.Castro
- Hadrolaelia perrinii f. alba (O'Brien) F.Barros & J.A.N.Bat.
- Laelia perrinii (Lindl.) Bateman
- Laelia perrinii f. alba (O'Brien) M.Wolff & O.Gruss
- Sophronitis perrinii (Lindl.) Van den Berg & M.W.Chase[5][6]